# فائوستو دوس سانتوس
فائوستو دوس سانتوس (انگلیسی: Fausto dos Santos؛ ۲۸ ژانویهٔ ۱۹۰۵ – ۲۹ مارس ۱۹۳۹) یک بازیکن فوتبال اهل برزیل بود.